# Karl Crüwell
Karl Gottlob Crüwell (* 30. Mai 1845 in Paderborn; † 11. Juli 1899 in Annaberg) war ein deutscher Kaufmann und nationalliberaler Politiker.

## Leben und Wirken
Der Sohn des Buchhändlers Wilhelm Adolph Crüwell aus Paderborn ließ sich als Kaufmann in der  erzgebirgischen Bergstadt Annaberg nieder. Er war Teilhaber der Firma C.G. Flor, Seiden-, Garn- und Verlagsgeschäft, in der Halbfabrikate für die Posamentenfabrikation hergestellt wurden. Von 1887 bis zu seinem Tod vertrat er den 19. städtischen Wahlkreis in der II. Kammer des Sächsischen Landtags. Er gehörte der nationalliberalen Landtagsfraktion an und war von 1893 bis 1899 Vorstandsmitglied des Nationalliberalen Landesvereins.
In seiner Heimatstadt Annaberg hat er sich besondere Verdienste um den Bau des dortigen Stadttheaters, dem heutigen Eduard-von-Winterstein-Theater erworben. Er war Vorsitzender des örtlichen Theaterbauvereins.

## Schriften
- Stadt-Theater zu Annaberg i. E., Annaberg, 1896